# 諸君!!
『諸君!!』（しょくん）は、森山直太朗3作目のフルアルバム。
2008年3月8日発売。発売元はユニバーサルミュージック。

## 概要
『風待ち交差点』から1年4ヶ月振りの作品。前作同様、サウンドプロデューサーに笹路正徳を起用。
テーマが大きく異なる楽曲が集まったもので、「諸君」という楽曲がその中でも大きな意味を持つことから、
アルバムタイトル・ツアータイトルになっている（ツアータイトルは『諸君!?』）。アルバム・ジャケットに、森山の写真が使われるものは初。1曲目「四つの置時計」は「(reprise)」とつながっており本作のアルバムの世界観を作っている。
「四つの置時計」の歌詞は曲中「フォークロック」と歌われているが、もとの意味は「フォークロック」サウンドにかけている。
6曲目「花」は中孝介への提供曲。DVD付初回限定盤と通常盤の2形態で発売。

## 収録曲
全曲 作詞・作曲: 森山直太朗/御徒町凧
1. 四つの置時計
2. 夕暮れの代弁者
かつて自身を「夕暮れの代弁者」と言っていた森山自身をモデルに作られた。
3. 椅子
4. スノウドロップ
15thシングル。
5. 風曜日
風という言葉の楽曲は数多く存在するが、特定の曜日を指さない時間という意味で「風曜日」とタイトルがついている。
6. 花
中孝介へ提供した楽曲のセルフカバー。「中くんの楽曲を歌わせてもらっている」と語っている。
7. 片足のポー
8. 遠い渚のラブソング
9. 太陽のにほひ
14thシングル。
10. 未来〜風の強い午後に生まれたソネット〜
13thシングル。
11. バース@デイ〜ひとりぼっちの応援歌〜
ここではバースデイは誕生日という意味だけではなく生まれ変わるチャンスは毎日という意味合いを持たせた応援歌。
12. 諸君
13. (reprise)

### DVD　初回限定盤のみ
1. 諸君 （Music Video）
2. バース@デイ ～ひとりぼっちの応援歌～ （Music Video）
3. バース@デイ ～ひとりぼっちの応援歌～ （Making Version）

## その他
本作にまつわる諸君の区別
1. 「諸君」…曲名
2. 「諸君!!」…アルバムタイトル
3. 「諸君!?」…ツアータイトル

特に大きな意味はないが区別をつけたもの。ツアータイトルは「どうでした?」という意味合いも含む。ちなみに「諸君!?ツアー」の略は「!?」と森山談。